# Phản ứng dây chuyền hạt nhân

Một phản ứng chuỗi phân hạch hạt nhân có thể. 1. Một nguyên tử uranium-235 hấp thụ một neutron và phân thành hai (các mảnh phân hạch), giải phóng ba neutron mới và một lượng lớn năng lượng liên kết. 2. Một trong những neutron đó được hấp thụ bởi một nguyên tử urani-238 và không tiếp tục phản ứng. Một neutron khác rời khỏi hệ thống mà không bị hấp thụ. Tuy nhiên, một neutron không va chạm với một nguyên tử uranium-235, sau đó phân hạch và giải phóng hai neutron và năng lượng liên kết nhiều hơn. 3. Cả hai neutron đó va chạm với các nguyên tử uranium-235, mỗi nguyên tử phân hạch và giải phóng một vài neutron, sau đó có thể tiếp tục phản ứng.

Phản ứng dây chuyền hạt nhân hay phản ứng chuỗi hạt nhân xảy ra khi một phản ứng hạt nhân đơn lẻ gây ra trung bình một hoặc nhiều phản ứng hạt nhân tiếp theo, do đó dẫn đến khả năng xảy ra một loạt các phản ứng tự lan truyền của các phản ứng này. Phản ứng hạt nhân cụ thể có thể là sự phân hạch của các đồng vị nặng (ví dụ, uranium-235, 235U). Phản ứng dây chuyền hạt nhân giải phóng năng lượng gấp vài triệu lần cho mỗi phản ứng so với bất kỳ phản ứng hóa học nào.

## Lịch sử
Phản ứng dây chuyền hóa học lần đầu tiên được nhà hóa học người Đức Max Bodenstein đề xuất vào năm 1913 và được hiểu một cách hợp lý trước khi phản ứng dây chuyền hạt nhân được đề xuất. Điều này được hiểu rằng các phản ứng chuỗi hóa học chịu trách nhiệm cho tốc độ tăng theo cấp số nhân trong các phản ứng, chẳng hạn như được tạo ra trong các vụ nổ hóa học.
Khái niệm về phản ứng dây chuyền hạt nhân được báo cáo đầu tiên được đưa ra bởi nhà khoa học Hungary Leó Szilárd vào ngày 12 tháng 9 năm 1933. Szilárd sáng hôm đó đã đọc một bài báo của London về một thí nghiệm trong đó các proton từ máy gia tốc đã được sử dụng để tách lithium-7 thành các hạt alpha, và thực tế là lượng năng lượng được tạo ra nhiều hơn từ phản ứng so với proton được cung cấp. Ernest Rutherford bình luận trong bài báo rằng sự thiếu hiệu quả trong quá trình ngăn cấm sử dụng nó để phát điện. Tuy nhiên, neutron đã được phát hiện vào năm 1932, ngay trước đó, là sản phẩm của phản ứng hạt nhân. Szilárd, người đã được đào tạo thành một kỹ sư và nhà vật lý, đặt hai kết quả thí nghiệm hạt nhân lại với nhau và nhận ra rằng nếu một phản ứng hạt nhân tạo ra neutron, sau đó gây ra các phản ứng hạt nhân tương tự, quá trình này có thể là một chuỗi hạt nhân tự tồn tại - phản ứng, tự tạo ra các đồng vị và năng lượng mới mà không cần proton hoặc máy gia tốc. Szilárd, tuy nhiên, đã không đề xuất phân hạch như là cơ chế cho phản ứng dây chuyền của ông, vì phản ứng phân hạch chưa được phát hiện, hoặc thậm chí nghi ngờ. Thay vào đó, Szilárd đề xuất sử dụng hỗn hợp các đồng vị đã biết nhẹ hơn tạo ra neutron với số lượng lớn. Ông đã nộp bằng sáng chế cho ý tưởng về một lò phản ứng hạt nhân đơn giản vào năm sau.
Năm 1936, Szilárd đã cố gắng tạo ra một phản ứng dây chuyền bằng cách sử dụng beryli và indium, nhưng không thành công. Phản ứng phân hạch hạt nhân được Otto Hahn và Fritz Strassmann phát hiện vào tháng 12 năm 1938  và được giải thích về mặt lý thuyết vào tháng 1 năm 1939 bởi Lise Meitner và cháu trai của bà Otto Robert Frisch.  Vài tháng sau, Frédéric Joliot-Curie, H. Von Halban và L. Kowarski ở Paris  tìm kiếm và phát hiện ra sự nhân lên của neutron trong uranium, chứng minh rằng phản ứng dây chuyền hạt nhân theo cơ chế này thực sự có thể xảy ra.
Vào ngày 4 tháng 5 năm 1939, Joliot-Curie, Halban và Kowarski đã nộp ba bằng sáng chế. Hai sản phẩm năng lượng đầu tiên được mô tả từ phản ứng dây chuyền hạt nhân, cái cuối cùng được gọi là Perfectionnement aux charges explosives là bằng sáng chế đầu tiên cho bom nguyên tử và được nộp là bằng sáng chế số 445686 của Caisse nationalale de Recherche Scientifique.
Cùng thời gian đó, Szilárd và Enrico Fermi ở New York đã đưa ra phân tích tương tự. Phát hiện này đã thúc đẩy bức thư từ Szilárd  và được Albert Einstein ký cho Tổng thống Franklin D. Roosevelt, cảnh báo về khả năng Đức Quốc xã có thể đang cố gắng chế tạo bom nguyên tử.
Vào ngày 2 tháng 12 năm 1942, một nhóm do Fermi (và bao gồm cả Szilárd) lãnh đạo đã tạo ra phản ứng dây chuyền hạt nhân tự duy trì nhân tạo đầu tiên với lò phản ứng thử nghiệm Chicago Pile-1 (CP-1) trong một sân vợt bên dưới các máy tẩy của Stagg Field tại Đại học Chicago. Các thí nghiệm của Fermi tại Đại học Chicago là một phần của Phòng thí nghiệm luyện kim của Dự án Manhattan của Arthur H. Compton; phòng thí nghiệm sau đó được đổi tên thành Phòng thí nghiệm quốc gia Argonne và được giao nhiệm vụ tiến hành nghiên cứu khai thác phân hạch cho năng lượng hạt nhân.
Năm 1956, Paul Kuroda thuộc Đại học Arkansas đã tuyên bố rằng một lò phản ứng phân hạch tự nhiên có thể đã từng tồn tại. Vì các phản ứng chuỗi hạt nhân chỉ có thể yêu cầu các vật liệu tự nhiên (như nước và urani, nếu urani có đủ lượng 235 U), có thể xảy ra các phản ứng dây chuyền này xảy ra trong quá khứ khi nồng độ uranium-235 cao hơn ngày nay, và nơi có sự kết hợp đúng đắn của các vật liệu trong lớp vỏ Trái đất. Dự đoán của Kuroda đã được xác minh với việc phát hiện bằng chứng về các phản ứng dây chuyền hạt nhân tự duy trì trong quá khứ tại Oklo ở Gabon, Châu Phi, vào tháng 9 năm 1972.